# 央掘魔羅

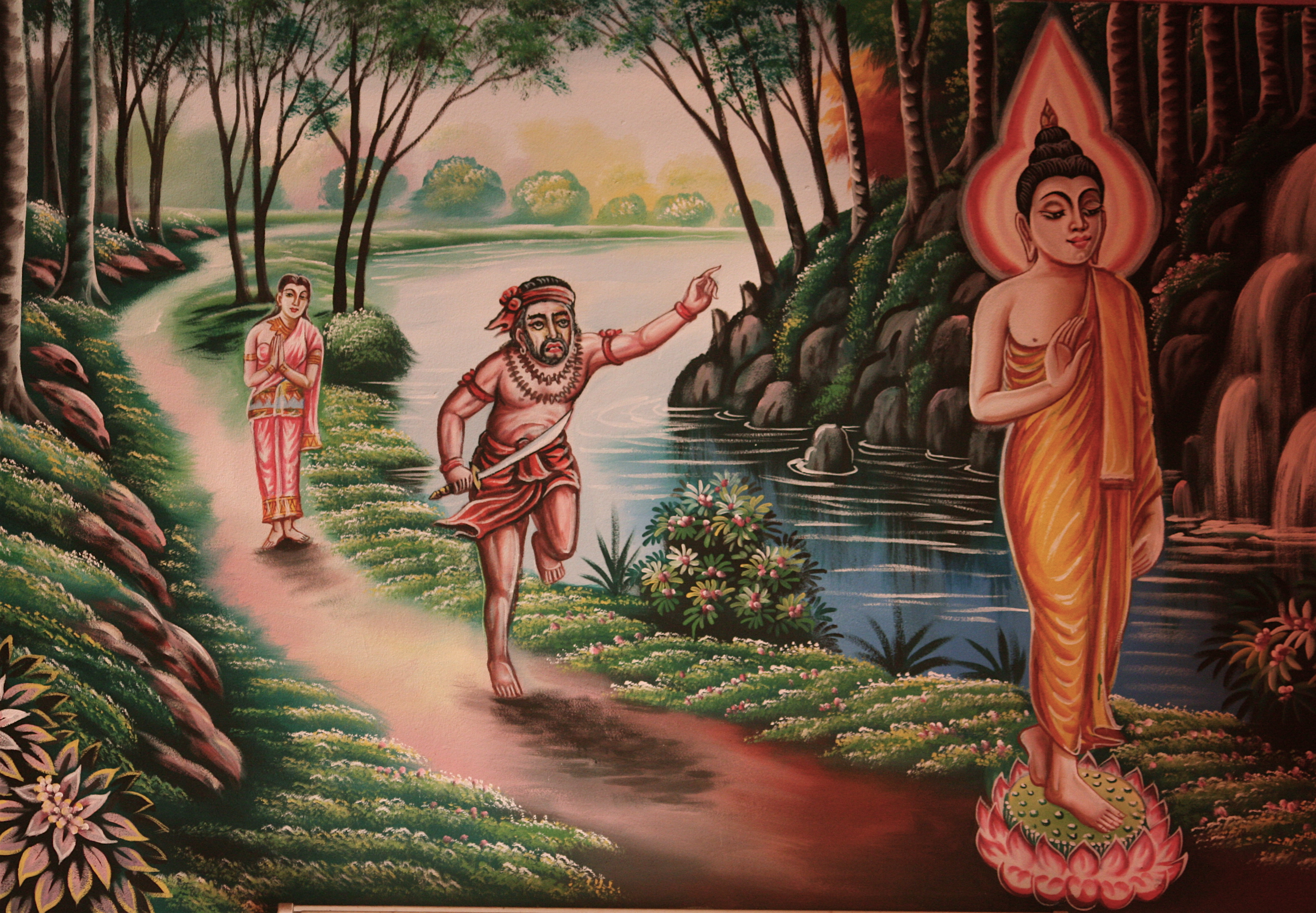
央掘魔罗追逐释迦牟尼佛

央掘魔羅（梵文名Angulimala），又譯為央掘摩羅，央仇魔羅，央崛鬘，鴦窶利摩羅，此人受釋迦牟尼佛渡化後收為弟子，最終證得阿羅漢果。

## 生平
央掘魔羅，其中央掘 Anguli 是手指頭之意，而魔羅 mala 是花環、花冠的意思，央掘摩羅多被翻譯成「指鬘(以很多手指作成之髪鬘)」。
相傳他是憍薩羅國波斯匿王的宰相奇角之子，名為無惱（梵文名ahimsaka），因為信奉婆羅門教，其師教授他升梵天秘法，要殺千人，以他們的手指來作成項鍊。後受到佛陀的教導，痛改前非，加入僧團出家，最終獲得阿羅漢果。

### 出生
央掘魔羅生於薩那村，位於憍薩羅國的首都舍衛城北。出生之時所有貴族武士不由自主地抽出刀劍，但刃上卻又莫名其妙地缺了口，又從刀鞘處折斷，令所有武士產生恐懼之心。大家咸認為乃由於央掘魔羅之出生致有此一現象發生，故其父母將其取名為「伽瞿(阿伊沙卡)」，意為「世間現」，以紀實此事。

### 少年時期
在憍薩羅國波斯匿王的王宮任職的父親將他送往一婆羅門怛剎尸羅處接受教育。由於伽瞿十分聰慧，亦德行兼備，武功亦十分高超，深得其師及師母之歡心，甚且這位年輕美貌而又妖媚淫亂的師母偷偷愛上伽瞿。

### 由才德兼備之人轉為殺人魔王
某日，趁怛剎尸羅帶著其他弟子去外地之時，意圖勾引伽瞿，雖伽瞿不為所動，但卻引來師母對伽瞿之妒心與殺意。於是等怛剎尸羅回家時，師母故意佯裝成受伽瞿侵犯要上吊自殺的樣子，但由於畏懼伽瞿的武功了得,於是怛剎尸羅設計了一個借刀殺人的計謀，欲藉國王之力除掉伽瞿。
怛剎尸羅欺騙伽瞿，說他有個得道昇天的法門要傳給他，只要殺滿一千人，並將被殺之人的手骨剁下來做成項鍊，如此不僅自己可以昇天，連自己也能因此而解脫。儘管伽瞿大惑不解這個法門，但還是選擇相信自己的老師，逢人便殺，也因此得了「央掘魔羅」的稱號。

### 受釋迦牟尼佛渡化
波斯匿王知道這件暴行事件後，便準備出兵逮捕央掘魔羅。央掘魔羅的母親知道後，想要救子，於是動身前去找尋央掘魔羅。此時央掘魔羅已經收集到999根手指骨，當見到他的母親時，正準備將其殺害，正好於此時，釋迦牟尼佛出現在他的眼前，央掘魔羅兀自慶興，恰好可以替代母親而讓自己成道。但儘管央掘魔羅如何窮追，始終追不上以緩慢的步伐行走的釋迦牟尼佛。最後，他大聲吼叫：「比丘！停止！停止！」。佛陀回答道：「正因為你自己沒有停止殘殺的癡心，所以永遠追不上我；其實我從很久以來，早就停止了。」央掘魔羅善根深厚，聽了佛陀的話後，立刻醒悟。便請求出家成為佛陀弟子。
此時正好波斯匿王召集軍隊，欲討伐央掘魔羅，但他也沒有必勝的把握，於是先前來請示釋迦牟尼佛，佛陀此時將已懺悔並出家的央掘魔羅指給波斯匿王看，感動了所有的人，央掘魔羅也在當下悟道，證阿羅漢果。
在《北傳增壹阿含經卷第三十一（六）》中記載了佛陀陳述央掘魔羅與其婆羅門師父以及師母的宿世因緣：在過去賢刼之中，迦葉如來剛入涅槃後不久，有一國王名叫"大果"，育有一王子，王子身心清淨，不欲結婚。王子年過三十之後，國王欲讓王子成婚，召請群臣商量，群臣認為應該讓王子「樂著五欲」，於是找來一位精通媚術之女，名曰「婬種」，引誘太子。太子後其引誘之後，甚且要求國王將全國中所有未嫁之女，皆應先讓王子享樂後才能嫁人。後引發全國人民憤慨，要求國王處決王子，否則推翻王朝。最後國王決定犧牲太子，讓眾人將王子兩手縛之，帶到城外凌遲處死。王子臨死前，發下毒誓：「今日人民要殺我，願我來世，當報此仇。又願我能遇到真人羅漢，速得解脫。」當時的大果王，就是今日鴦掘魔老師的前身，當時的婬女，就是他的師母，當時的人民，就是今日被害者，當時的清淨太子，就是今天鴦掘魔比丘的前身。